# Axuxa IV
Axuxa IV (em armênio: Աշուշայ; romaniz.: Ašuša(y)) foi um vitaxa (vice-rei) de Gogarena da família mirrânida do século V, ativo durante o reinado do xainxá Cosroes II (r. 590–628).

## Nome
Axuxa (Աշուշայ, Ašuša(y)) é um nome armênio de origem iraniana, cuja etimologia é desconhecida.

## Vida
Axuxa era um dos príncipes ibéricos em 608 e era contemporâneo do católico Cirião I e Simbácio IV.